# Lista di asteroidi (67001-68000)
Di seguito una lista di asteroidi dal numero 67001 al 68000 con data di scoperta e scopritore.

## 67001-67100
| Nome              | Designazione provvisoria | Data di scoperta | Scopritore           |
| ----------------- | ------------------------ | ---------------- | -------------------- |
| 67001 -           | 1999 XN117               | 5 dicembre 1999  | CSS                  |
| 67002 -           | 1999 XJ118               | 5 dicembre 1999  | CSS                  |
| 67003 -           | 1999 XU118               | 5 dicembre 1999  | CSS                  |
| 67004 -           | 1999 XU119               | 5 dicembre 1999  | CSS                  |
| 67005 -           | 1999 XZ120               | 5 dicembre 1999  | CSS                  |
| 67006 -           | 1999 XD121               | 5 dicembre 1999  | CSS                  |
| 67007 -           | 1999 XM121               | 5 dicembre 1999  | CSS                  |
| 67008 -           | 1999 XD122               | 7 dicembre 1999  | CSS                  |
| 67009 -           | 1999 XS122               | 7 dicembre 1999  | CSS                  |
| 67010 -           | 1999 XD123               | 7 dicembre 1999  | CSS                  |
| 67011 -           | 1999 XR123               | 7 dicembre 1999  | CSS                  |
| 67012 -           | 1999 XL124               | 7 dicembre 1999  | CSS                  |
| 67013 -           | 1999 XY124               | 7 dicembre 1999  | CSS                  |
| 67014 -           | 1999 XJ125               | 7 dicembre 1999  | CSS                  |
| 67015 -           | 1999 XB126               | 7 dicembre 1999  | CSS                  |
| 67016 -           | 1999 XL130               | 12 dicembre 1999 | LINEAR               |
| 67017 -           | 1999 XV132               | 12 dicembre 1999 | LINEAR               |
| 67018 -           | 1999 XY133               | 12 dicembre 1999 | LINEAR               |
| 67019 Hlohovec    | 1999 XF137               | 13 dicembre 1999 | L. Kornoš, J. Tóth   |
| 67020 -           | 1999 XS137               | 11 dicembre 1999 | T. Pauwels           |
| 67021 -           | 1999 XG143               | 15 dicembre 1999 | C. W. Juels          |
| 67022 -           | 1999 XO147               | 7 dicembre 1999  | Spacewatch           |
| 67023 -           | 1999 XP152               | 13 dicembre 1999 | LONEOS               |
| 67024 -           | 1999 XS153               | 7 dicembre 1999  | LINEAR               |
| 67025 -           | 1999 XU155               | 8 dicembre 1999  | LINEAR               |
| 67026 -           | 1999 XX155               | 8 dicembre 1999  | LINEAR               |
| 67027 -           | 1999 XE164               | 8 dicembre 1999  | LINEAR               |
| 67028 -           | 1999 XH164               | 8 dicembre 1999  | LINEAR               |
| 67029 -           | 1999 XH166               | 10 dicembre 1999 | LINEAR               |
| 67030 -           | 1999 XJ166               | 10 dicembre 1999 | LINEAR               |
| 67031 -           | 1999 XX166               | 10 dicembre 1999 | LINEAR               |
| 67032 -           | 1999 XV167               | 10 dicembre 1999 | LINEAR               |
| 67033 -           | 1999 XN169               | 10 dicembre 1999 | LINEAR               |
| 67034 -           | 1999 XN170               | 10 dicembre 1999 | LINEAR               |
| 67035 -           | 1999 XO171               | 10 dicembre 1999 | LINEAR               |
| 67036 -           | 1999 XS171               | 10 dicembre 1999 | LINEAR               |
| 67037 -           | 1999 XC181               | 12 dicembre 1999 | LINEAR               |
| 67038 -           | 1999 XC182               | 12 dicembre 1999 | LINEAR               |
| 67039 -           | 1999 XT183               | 12 dicembre 1999 | LINEAR               |
| 67040 -           | 1999 XL187               | 12 dicembre 1999 | LINEAR               |
| 67041 -           | 1999 XR187               | 12 dicembre 1999 | LINEAR               |
| 67042 -           | 1999 XF188               | 12 dicembre 1999 | LINEAR               |
| 67043 -           | 1999 XS188               | 12 dicembre 1999 | LINEAR               |
| 67044 -           | 1999 XF189               | 12 dicembre 1999 | LINEAR               |
| 67045 -           | 1999 XZ191               | 12 dicembre 1999 | LINEAR               |
| 67046 -           | 1999 XX192               | 12 dicembre 1999 | LINEAR               |
| 67047 -           | 1999 XU193               | 12 dicembre 1999 | LINEAR               |
| 67048 -           | 1999 XJ203               | 12 dicembre 1999 | LINEAR               |
| 67049 -           | 1999 XB204               | 12 dicembre 1999 | LINEAR               |
| 67050 -           | 1999 XT204               | 12 dicembre 1999 | LINEAR               |
| 67051 -           | 1999 XP206               | 12 dicembre 1999 | LINEAR               |
| 67052 -           | 1999 XY207               | 13 dicembre 1999 | LINEAR               |
| 67053 -           | 1999 XZ207               | 13 dicembre 1999 | LINEAR               |
| 67054 -           | 1999 XR209               | 13 dicembre 1999 | LINEAR               |
| 67055 -           | 1999 XC211               | 13 dicembre 1999 | LINEAR               |
| 67056 -           | 1999 XL212               | 14 dicembre 1999 | LINEAR               |
| 67057 -           | 1999 XS229               | 7 dicembre 1999  | CSS                  |
| 67058 -           | 1999 XY229               | 7 dicembre 1999  | CSS                  |
| 67059 -           | 1999 XZ229               | 7 dicembre 1999  | LONEOS               |
| 67060 -           | 1999 XD230               | 7 dicembre 1999  | LONEOS               |
| 67061 -           | 1999 XK233               | 3 dicembre 1999  | LINEAR               |
| 67062 -           | 1999 XU233               | 4 dicembre 1999  | LONEOS               |
| 67063 -           | 1999 XM244               | 4 dicembre 1999  | CSS                  |
| 67064 -           | 1999 XM260               | 7 dicembre 1999  | CSS                  |
| 67065 -           | 1999 XW261               | 3 dicembre 1999  | LINEAR               |
| 67066 -           | 1999 YO                  | 16 dicembre 1999 | LINEAR               |
| 67067 -           | 1999 YC6                 | 30 dicembre 1999 | LINEAR               |
| 67068 -           | 1999 YO25                | 27 dicembre 1999 | Spacewatch           |
| 67069 -           | 2000 AQ1                 | 2 gennaio 2000   | Kleť                 |
| 67070 Rinaldi     | 2000 AZ2                 | 1 gennaio 2000   | L. Tesi, A. Boattini |
| 67071 -           | 2000 AA7                 | 2 gennaio 2000   | LINEAR               |
| 67072 -           | 2000 AY11                | 3 gennaio 2000   | LINEAR               |
| 67073 -           | 2000 AG14                | 3 gennaio 2000   | LINEAR               |
| 67074 -           | 2000 AC15                | 3 gennaio 2000   | LINEAR               |
| 67075 -           | 2000 AD15                | 3 gennaio 2000   | LINEAR               |
| 67076 -           | 2000 AC19                | 3 gennaio 2000   | LINEAR               |
| 67077 -           | 2000 AQ21                | 3 gennaio 2000   | LINEAR               |
| 67078 -           | 2000 AW26                | 3 gennaio 2000   | LINEAR               |
| 67079 -           | 2000 AL27                | 3 gennaio 2000   | LINEAR               |
| 67080 -           | 2000 AC29                | 3 gennaio 2000   | LINEAR               |
| 67081 -           | 2000 AL31                | 3 gennaio 2000   | LINEAR               |
| 67082 -           | 2000 AY32                | 3 gennaio 2000   | LINEAR               |
| 67083 -           | 2000 AW34                | 3 gennaio 2000   | LINEAR               |
| 67084 -           | 2000 AY38                | 3 gennaio 2000   | LINEAR               |
| 67085 Oppenheimer | 2000 AG42                | 4 gennaio 2000   | S. Sposetti          |
| 67086 -           | 2000 AY45                | 3 gennaio 2000   | LINEAR               |
| 67087 -           | 2000 AL51                | 4 gennaio 2000   | LINEAR               |
| 67088 -           | 2000 AN51                | 4 gennaio 2000   | LINEAR               |
| 67089 -           | 2000 AW51                | 4 gennaio 2000   | LINEAR               |
| 67090 -           | 2000 AC52                | 4 gennaio 2000   | LINEAR               |
| 67091 -           | 2000 AJ52                | 4 gennaio 2000   | LINEAR               |
| 67092 -           | 2000 AA53                | 4 gennaio 2000   | LINEAR               |
| 67093 -           | 2000 AY53                | 4 gennaio 2000   | LINEAR               |
| 67094 -           | 2000 AC62                | 4 gennaio 2000   | LINEAR               |
| 67095 -           | 2000 AU67                | 4 gennaio 2000   | LINEAR               |
| 67096 -           | 2000 AL70                | 5 gennaio 2000   | LINEAR               |
| 67097 -           | 2000 AF71                | 5 gennaio 2000   | LINEAR               |
| 67098 -           | 2000 AN74                | 5 gennaio 2000   | LINEAR               |
| 67099 -           | 2000 AK76                | 5 gennaio 2000   | LINEAR               |
| 67100 -           | 2000 AL76                | 5 gennaio 2000   | LINEAR               |

## 67101-67200
| Nome    | Designazione provvisoria | Data di scoperta | Scopritore           |
| ------- | ------------------------ | ---------------- | -------------------- |
| 67101 - | 2000 AW78                | 5 gennaio 2000   | LINEAR               |
| 67102 - | 2000 AB80                | 5 gennaio 2000   | LINEAR               |
| 67103 - | 2000 AC80                | 5 gennaio 2000   | LINEAR               |
| 67104 - | 2000 AH81                | 5 gennaio 2000   | LINEAR               |
| 67105 - | 2000 AV91                | 5 gennaio 2000   | LINEAR               |
| 67106 - | 2000 AF92                | 5 gennaio 2000   | LINEAR               |
| 67107 - | 2000 AU93                | 7 gennaio 2000   | LINEAR               |
| 67108 - | 2000 AB100               | 5 gennaio 2000   | LINEAR               |
| 67109 - | 2000 AC100               | 5 gennaio 2000   | LINEAR               |
| 67110 - | 2000 AF101               | 5 gennaio 2000   | LINEAR               |
| 67111 - | 2000 AL101               | 5 gennaio 2000   | LINEAR               |
| 67112 - | 2000 AA104               | 5 gennaio 2000   | LINEAR               |
| 67113 - | 2000 AC114               | 5 gennaio 2000   | LINEAR               |
| 67114 - | 2000 AT115               | 5 gennaio 2000   | LINEAR               |
| 67115 - | 2000 AF116               | 5 gennaio 2000   | LINEAR               |
| 67116 - | 2000 AY116               | 5 gennaio 2000   | LINEAR               |
| 67117 - | 2000 AA117               | 5 gennaio 2000   | LINEAR               |
| 67118 - | 2000 AB120               | 5 gennaio 2000   | LINEAR               |
| 67119 - | 2000 AP122               | 5 gennaio 2000   | LINEAR               |
| 67120 - | 2000 AY122               | 5 gennaio 2000   | LINEAR               |
| 67121 - | 2000 AE123               | 5 gennaio 2000   | LINEAR               |
| 67122 - | 2000 AY123               | 5 gennaio 2000   | LINEAR               |
| 67123 - | 2000 AL124               | 5 gennaio 2000   | LINEAR               |
| 67124 - | 2000 AY127               | 5 gennaio 2000   | LINEAR               |
| 67125 - | 2000 AC131               | 6 gennaio 2000   | LINEAR               |
| 67126 - | 2000 AS133               | 4 gennaio 2000   | LINEAR               |
| 67127 - | 2000 AN136               | 4 gennaio 2000   | LINEAR               |
| 67128 - | 2000 AQ139               | 5 gennaio 2000   | LINEAR               |
| 67129 - | 2000 AA140               | 5 gennaio 2000   | LINEAR               |
| 67130 - | 2000 AA141               | 5 gennaio 2000   | LINEAR               |
| 67131 - | 2000 AC143               | 5 gennaio 2000   | LINEAR               |
| 67132 - | 2000 AD145               | 6 gennaio 2000   | LINEAR               |
| 67133 - | 2000 AL145               | 6 gennaio 2000   | LINEAR               |
| 67134 - | 2000 AB149               | 7 gennaio 2000   | LINEAR               |
| 67135 - | 2000 AD152               | 8 gennaio 2000   | LINEAR               |
| 67136 - | 2000 AG154               | 2 gennaio 2000   | LINEAR               |
| 67137 - | 2000 AX155               | 3 gennaio 2000   | LINEAR               |
| 67138 - | 2000 AF165               | 8 gennaio 2000   | LINEAR               |
| 67139 - | 2000 AK165               | 8 gennaio 2000   | LINEAR               |
| 67140 - | 2000 AD166               | 8 gennaio 2000   | LINEAR               |
| 67141 - | 2000 AC169               | 7 gennaio 2000   | LINEAR               |
| 67142 - | 2000 AV169               | 7 gennaio 2000   | LINEAR               |
| 67143 - | 2000 AY170               | 7 gennaio 2000   | LINEAR               |
| 67144 - | 2000 AO171               | 7 gennaio 2000   | LINEAR               |
| 67145 - | 2000 AW173               | 7 gennaio 2000   | LINEAR               |
| 67146 - | 2000 AN175               | 7 gennaio 2000   | LINEAR               |
| 67147 - | 2000 AF176               | 7 gennaio 2000   | LINEAR               |
| 67148 - | 2000 AG186               | 8 gennaio 2000   | LINEAR               |
| 67149 - | 2000 AA187               | 8 gennaio 2000   | LINEAR               |
| 67150 - | 2000 AK187               | 8 gennaio 2000   | LINEAR               |
| 67151 - | 2000 AA188               | 8 gennaio 2000   | LINEAR               |
| 67152 - | 2000 AM189               | 8 gennaio 2000   | LINEAR               |
| 67153 - | 2000 AP189               | 8 gennaio 2000   | LINEAR               |
| 67154 - | 2000 AJ194               | 8 gennaio 2000   | LINEAR               |
| 67155 - | 2000 AK194               | 8 gennaio 2000   | LINEAR               |
| 67156 - | 2000 AY197               | 8 gennaio 2000   | LINEAR               |
| 67157 - | 2000 AR198               | 8 gennaio 2000   | LINEAR               |
| 67158 - | 2000 AX199               | 9 gennaio 2000   | LINEAR               |
| 67159 - | 2000 AC200               | 9 gennaio 2000   | LINEAR               |
| 67160 - | 2000 AT200               | 9 gennaio 2000   | LINEAR               |
| 67161 - | 2000 AA205               | 8 gennaio 2000   | Y. Shimizu, T. Urata |
| 67162 - | 2000 AR217               | 8 gennaio 2000   | Spacewatch           |
| 67163 - | 2000 AU228               | 7 gennaio 2000   | LONEOS               |
| 67164 - | 2000 AJ229               | 3 gennaio 2000   | LINEAR               |
| 67165 - | 2000 AW230               | 4 gennaio 2000   | Spacewatch           |
| 67166 - | 2000 AZ232               | 4 gennaio 2000   | LINEAR               |
| 67167 - | 2000 AM235               | 5 gennaio 2000   | LINEAR               |
| 67168 - | 2000 AX237               | 6 gennaio 2000   | LINEAR               |
| 67169 - | 2000 AV241               | 7 gennaio 2000   | LONEOS               |
| 67170 - | 2000 AC244               | 8 gennaio 2000   | LINEAR               |
| 67171 - | 2000 AQ244               | 8 gennaio 2000   | LINEAR               |
| 67172 - | 2000 BH16                | 30 gennaio 2000  | LINEAR               |
| 67173 - | 2000 BR17                | 30 gennaio 2000  | LINEAR               |
| 67174 - | 2000 BS18                | 30 gennaio 2000  | LINEAR               |
| 67175 - | 2000 BA19                | 31 gennaio 2000  | LINEAR               |
| 67176 - | 2000 BP20                | 26 gennaio 2000  | Spacewatch           |
| 67177 - | 2000 BM22                | 30 gennaio 2000  | Spacewatch           |
| 67178 - | 2000 BE25                | 30 gennaio 2000  | LINEAR               |
| 67179 - | 2000 BQ25                | 30 gennaio 2000  | LINEAR               |
| 67180 - | 2000 BJ27                | 30 gennaio 2000  | LINEAR               |
| 67181 - | 2000 BZ27                | 30 gennaio 2000  | LINEAR               |
| 67182 - | 2000 BQ28                | 29 gennaio 2000  | LINEAR               |
| 67183 - | 2000 BT33                | 30 gennaio 2000  | CSS                  |
| 67184 - | 2000 CS4                 | 2 febbraio 2000  | LINEAR               |
| 67185 - | 2000 CR6                 | 2 febbraio 2000  | LINEAR               |
| 67186 - | 2000 CF25                | 2 febbraio 2000  | LINEAR               |
| 67187 - | 2000 CL27                | 2 febbraio 2000  | LINEAR               |
| 67188 - | 2000 CV28                | 2 febbraio 2000  | LINEAR               |
| 67189 - | 2000 CT30                | 2 febbraio 2000  | LINEAR               |
| 67190 - | 2000 CB32                | 2 febbraio 2000  | LINEAR               |
| 67191 - | 2000 CB38                | 3 febbraio 2000  | LINEAR               |
| 67192 - | 2000 CH49                | 2 febbraio 2000  | LINEAR               |
| 67193 - | 2000 CY57                | 5 febbraio 2000  | LINEAR               |
| 67194 - | 2000 CA61                | 2 febbraio 2000  | LINEAR               |
| 67195 - | 2000 CT66                | 6 febbraio 2000  | LINEAR               |
| 67196 - | 2000 CE75                | 3 febbraio 2000  | LINEAR               |
| 67197 - | 2000 CU79                | 8 febbraio 2000  | Spacewatch           |
| 67198 - | 2000 CR91                | 6 febbraio 2000  | LINEAR               |
| 67199 - | 2000 CP96                | 6 febbraio 2000  | LINEAR               |
| 67200 - | 2000 CG97                | 12 febbraio 2000 | J. M. Roe            |

## 67201-67300
| Nome               | Designazione provvisoria | Data di scoperta | Scopritore   |
| ------------------ | ------------------------ | ---------------- | ------------ |
| 67201 -            | 2000 CR103               | 8 febbraio 2000  | LINEAR       |
| 67202 -            | 2000 CJ108               | 5 febbraio 2000  | CSS          |
| 67203 -            | 2000 CQ124               | 3 febbraio 2000  | LINEAR       |
| 67204 -            | 2000 DJ4                 | 28 febbraio 2000 | LINEAR       |
| 67205 -            | 2000 DB7                 | 29 febbraio 2000 | J. M. Roe    |
| 67206 -            | 2000 DU15                | 27 febbraio 2000 | CSS          |
| 67207 -            | 2000 DJ19                | 29 febbraio 2000 | LINEAR       |
| 67208 -            | 2000 DQ20                | 29 febbraio 2000 | LINEAR       |
| 67209 -            | 2000 DN26                | 29 febbraio 2000 | LINEAR       |
| 67210 -            | 2000 DF29                | 29 febbraio 2000 | LINEAR       |
| 67211 -            | 2000 DT33                | 29 febbraio 2000 | LINEAR       |
| 67212 -            | 2000 DY35                | 29 febbraio 2000 | LINEAR       |
| 67213 -            | 2000 DN36                | 29 febbraio 2000 | LINEAR       |
| 67214 -            | 2000 DC47                | 29 febbraio 2000 | LINEAR       |
| 67215 -            | 2000 DL53                | 29 febbraio 2000 | LINEAR       |
| 67216 -            | 2000 DU56                | 29 febbraio 2000 | LINEAR       |
| 67217 -            | 2000 DL57                | 29 febbraio 2000 | LINEAR       |
| 67218 -            | 2000 DF62                | 29 febbraio 2000 | LINEAR       |
| 67219 -            | 2000 DE64                | 29 febbraio 2000 | LINEAR       |
| 67220 -            | 2000 DH67                | 29 febbraio 2000 | LINEAR       |
| 67221 -            | 2000 DP73                | 29 febbraio 2000 | LINEAR       |
| 67222 -            | 2000 DA75                | 29 febbraio 2000 | LINEAR       |
| 67223 -            | 2000 DC81                | 28 febbraio 2000 | LINEAR       |
| 67224 -            | 2000 DB95                | 28 febbraio 2000 | LINEAR       |
| 67225 -            | 2000 DM101               | 29 febbraio 2000 | LINEAR       |
| 67226 -            | 2000 DB102               | 29 febbraio 2000 | LINEAR       |
| 67227 -            | 2000 DV102               | 29 febbraio 2000 | LINEAR       |
| 67228 -            | 2000 DY107               | 28 febbraio 2000 | LINEAR       |
| 67229 -            | 2000 DX108               | 29 febbraio 2000 | LINEAR       |
| 67230 -            | 2000 EB                  | 12 marzo 2000    | LINEAR       |
| 67231 -            | 2000 EH                  | 1 marzo 2000     | Spacewatch   |
| 67232 -            | 2000 EB3                 | 3 marzo 2000     | LINEAR       |
| 67233 -            | 2000 EP11                | 4 marzo 2000     | LINEAR       |
| 67234 -            | 2000 ED12                | 4 marzo 2000     | LINEAR       |
| 67235 Fairbank     | 2000 EJ15                | 5 marzo 2000     | S. Sposetti  |
| 67236 -            | 2000 EH19                | 5 marzo 2000     | LINEAR       |
| 67237 -            | 2000 EA24                | 8 marzo 2000     | Spacewatch   |
| 67238 -            | 2000 ER26                | 8 marzo 2000     | LINEAR       |
| 67239 -            | 2000 ER30                | 5 marzo 2000     | LINEAR       |
| 67240 -            | 2000 EF39                | 8 marzo 2000     | LINEAR       |
| 67241 -            | 2000 EZ44                | 9 marzo 2000     | LINEAR       |
| 67242 -            | 2000 EG47                | 9 marzo 2000     | LINEAR       |
| 67243 -            | 2000 ED57                | 8 marzo 2000     | LINEAR       |
| 67244 -            | 2000 EH58                | 8 marzo 2000     | LINEAR       |
| 67245 -            | 2000 EP60                | 10 marzo 2000    | LINEAR       |
| 67246 -            | 2000 ED70                | 10 marzo 2000    | LINEAR       |
| 67247 -            | 2000 EA82                | 5 marzo 2000     | LINEAR       |
| 67248 -            | 2000 EY87                | 9 marzo 2000     | LINEAR       |
| 67249 -            | 2000 EJ96                | 11 marzo 2000    | LINEAR       |
| 67250 -            | 2000 EH97                | 10 marzo 2000    | LINEAR       |
| 67251 -            | 2000 EB103               | 9 marzo 2000     | LINEAR       |
| 67252 -            | 2000 ET104               | 14 marzo 2000    | LINEAR       |
| 67253 -            | 2000 EA106               | 11 marzo 2000    | LONEOS       |
| 67254 -            | 2000 EV108               | 8 marzo 2000     | Spacewatch   |
| 67255 -            | 2000 ET109               | 8 marzo 2000     | NEAT         |
| 67256 -            | 2000 EA113               | 9 marzo 2000     | LINEAR       |
| 67257 -            | 2000 EY117               | 11 marzo 2000    | LONEOS       |
| 67258 -            | 2000 EX119               | 11 marzo 2000    | LONEOS       |
| 67259 -            | 2000 EA121               | 11 marzo 2000    | LONEOS       |
| 67260 -            | 2000 EJ127               | 11 marzo 2000    | LONEOS       |
| 67261 -            | 2000 EO127               | 11 marzo 2000    | LONEOS       |
| 67262 -            | 2000 EU136               | 12 marzo 2000    | LINEAR       |
| 67263 -            | 2000 ER150               | 5 marzo 2000     | NEAT         |
| 67264 -            | 2000 EM153               | 6 marzo 2000     | NEAT         |
| 67265 -            | 2000 EX158               | 12 marzo 2000    | LONEOS       |
| 67266 -            | 2000 EC163               | 3 marzo 2000     | LINEAR       |
| 67267 -            | 2000 EE183               | 5 marzo 2000     | LINEAR       |
| (67268) 2000 EC184 | 2000 EC184               | 5 marzo 2000     | LINEAR       |
| 67269 -            | 2000 FF5                 | 29 marzo 2000    | T. Kobayashi |
| 67270 -            | 2000 FJ12                | 28 marzo 2000    | LINEAR       |
| 67271 -            | 2000 FW19                | 29 marzo 2000    | LINEAR       |
| 67272 -            | 2000 FQ27                | 27 marzo 2000    | LONEOS       |
| 67273 -            | 2000 FZ32                | 29 marzo 2000    | LINEAR       |
| 67274 -            | 2000 FA41                | 29 marzo 2000    | LINEAR       |
| 67275 -            | 2000 FU41                | 29 marzo 2000    | LINEAR       |
| 67276 -            | 2000 FJ42                | 29 marzo 2000    | LINEAR       |
| 67277 -            | 2000 FT43                | 29 marzo 2000    | LINEAR       |
| 67278 -            | 2000 FF44                | 29 marzo 2000    | LINEAR       |
| 67279 -            | 2000 FD45                | 29 marzo 2000    | LINEAR       |
| 67280 -            | 2000 FL48                | 29 marzo 2000    | LINEAR       |
| 67281 -            | 2000 FV60                | 29 marzo 2000    | LINEAR       |
| 67282 -            | 2000 FR65                | 27 marzo 2000    | LONEOS       |
| 67283 -            | 2000 GN                  | 2 aprile 2000    | P. G. Comba  |
| 67284 -            | 2000 GD1                 | 2 aprile 2000    | LINEAR       |
| 67285 -            | 2000 GH2                 | 5 aprile 2000    | P. G. Comba  |
| 67286 -            | 2000 GT7                 | 4 aprile 2000    | LINEAR       |
| 67287 -            | 2000 GP23                | 5 aprile 2000    | LINEAR       |
| 67288 -            | 2000 GN42                | 5 aprile 2000    | LINEAR       |
| 67289 -            | 2000 GQ47                | 5 aprile 2000    | LINEAR       |
| 67290 -            | 2000 GD54                | 5 aprile 2000    | LINEAR       |
| 67291 -            | 2000 GN65                | 5 aprile 2000    | LINEAR       |
| 67292 -            | 2000 GR65                | 5 aprile 2000    | LINEAR       |
| 67293 -            | 2000 GE66                | 5 aprile 2000    | LINEAR       |
| 67294 -            | 2000 GB74                | 5 aprile 2000    | LINEAR       |
| 67295 -            | 2000 GK77                | 5 aprile 2000    | LINEAR       |
| 67296 -            | 2000 GA80                | 13 aprile 2000   | LINEAR       |
| 67297 -            | 2000 GM89                | 4 aprile 2000    | LINEAR       |
| 67298 -            | 2000 GD91                | 4 aprile 2000    | LINEAR       |
| 67299 -            | 2000 GS95                | 6 aprile 2000    | LINEAR       |
| 67300 -            | 2000 GA99                | 7 aprile 2000    | LINEAR       |

## 67301-67400
| Nome         | Designazione provvisoria | Data di scoperta | Scopritore            |
| ------------ | ------------------------ | ---------------- | --------------------- |
| 67301 -      | 2000 GR114               | 7 aprile 2000    | LINEAR                |
| 67302 -      | 2000 GU132               | 8 aprile 2000    | LINEAR                |
| 67303 -      | 2000 GR141               | 7 aprile 2000    | LONEOS                |
| 67304 -      | 2000 GZ157               | 7 aprile 2000    | LONEOS                |
| 67305 -      | 2000 GD159               | 7 aprile 2000    | LINEAR                |
| 67306 -      | 2000 GP163               | 10 aprile 2000   | NEAT                  |
| 67307 -      | 2000 GA184               | 5 aprile 2000    | LINEAR                |
| 67308 Öveges | 2000 HD                  | 21 aprile 2000   | K. Sárneczky, L. Kiss |
| 67309 -      | 2000 HO2                 | 25 aprile 2000   | Spacewatch            |
| 67310 -      | 2000 HO9                 | 27 aprile 2000   | LINEAR                |
| 67311 -      | 2000 HF12                | 28 aprile 2000   | LINEAR                |
| 67312 -      | 2000 HN15                | 28 aprile 2000   | LINEAR                |
| 67313 -      | 2000 HG16                | 29 aprile 2000   | LINEAR                |
| 67314 -      | 2000 HX23                | 27 aprile 2000   | LONEOS                |
| 67315 -      | 2000 HR32                | 29 aprile 2000   | LINEAR                |
| 67316 -      | 2000 HU37                | 30 aprile 2000   | LINEAR                |
| 67317 -      | 2000 HE43                | 29 aprile 2000   | LINEAR                |
| 67318 -      | 2000 HT50                | 29 aprile 2000   | LINEAR                |
| 67319 -      | 2000 HC57                | 24 aprile 2000   | LONEOS                |
| 67320 -      | 2000 HR60                | 25 aprile 2000   | LONEOS                |
| 67321 -      | 2000 HN61                | 25 aprile 2000   | LONEOS                |
| 67322 -      | 2000 HN62                | 25 aprile 2000   | Spacewatch            |
| 67323 -      | 2000 HX65                | 26 aprile 2000   | LONEOS                |
| 67324 -      | 2000 HC69                | 24 aprile 2000   | LONEOS                |
| 67325 -      | 2000 HU69                | 26 aprile 2000   | LONEOS                |
| 67326 -      | 2000 HX73                | 27 aprile 2000   | LONEOS                |
| 67327 -      | 2000 HD76                | 27 aprile 2000   | LINEAR                |
| 67328 -      | 2000 HK77                | 28 aprile 2000   | LONEOS                |
| 67329 -      | 2000 HV77                | 28 aprile 2000   | LONEOS                |
| 67330 -      | 2000 HE79                | 28 aprile 2000   | LONEOS                |
| 67331 -      | 2000 HN79                | 28 aprile 2000   | LINEAR                |
| 67332 -      | 2000 HF81                | 28 aprile 2000   | LONEOS                |
| 67333 -      | 2000 HG103               | 27 aprile 2000   | LONEOS                |
| 67334 -      | 2000 JZ2                 | 3 maggio 2000    | LINEAR                |
| 67335 -      | 2000 JC6                 | 2 maggio 2000    | LINEAR                |
| 67336 -      | 2000 JG9                 | 3 maggio 2000    | LINEAR                |
| 67337 -      | 2000 JJ11                | 3 maggio 2000    | LINEAR                |
| 67338 -      | 2000 JH12                | 5 maggio 2000    | LINEAR                |
| 67339 -      | 2000 JL16                | 5 maggio 2000    | LINEAR                |
| 67340 -      | 2000 JJ21                | 6 maggio 2000    | LINEAR                |
| 67341 -      | 2000 JR21                | 6 maggio 2000    | LINEAR                |
| 67342 -      | 2000 JA24                | 7 maggio 2000    | LINEAR                |
| 67343 -      | 2000 JL24                | 7 maggio 2000    | LINEAR                |
| 67344 -      | 2000 JD40                | 7 maggio 2000    | LINEAR                |
| 67345 -      | 2000 JR48                | 9 maggio 2000    | LINEAR                |
| 67346 -      | 2000 JB54                | 6 maggio 2000    | LINEAR                |
| 67347 -      | 2000 JQ62                | 9 maggio 2000    | LINEAR                |
| 67348 -      | 2000 JP65                | 6 maggio 2000    | LINEAR                |
| 67349 -      | 2000 JF66                | 6 maggio 2000    | LINEAR                |
| 67350 -      | 2000 JW66                | 1 maggio 2000    | Spacewatch            |
| 67351 -      | 2000 JQ79                | 5 maggio 2000    | LINEAR                |
| 67352 -      | 2000 JN80                | 2 maggio 2000    | Spacewatch            |
| 67353 -      | 2000 JW82                | 7 maggio 2000    | LINEAR                |
| 67354 -      | 2000 KM1                 | 26 maggio 2000   | LINEAR                |
| 67355 -      | 2000 KM4                 | 28 maggio 2000   | J. Broughton          |
| 67356 -      | 2000 KD12                | 28 maggio 2000   | LINEAR                |
| 67357 -      | 2000 KS15                | 28 maggio 2000   | LINEAR                |
| 67358 -      | 2000 KU31                | 28 maggio 2000   | LINEAR                |
| 67359 -      | 2000 KU37                | 24 maggio 2000   | Spacewatch            |
| 67360 -      | 2000 KU40                | 30 maggio 2000   | Spacewatch            |
| 67361 -      | 2000 KQ42                | 31 maggio 2000   | Spacewatch            |
| 67362 -      | 2000 KV70                | 28 maggio 2000   | LINEAR                |
| 67363 -      | 2000 KG71                | 28 maggio 2000   | LINEAR                |
| 67364 -      | 2000 KQ71                | 28 maggio 2000   | LINEAR                |
| 67365 -      | 2000 LA23                | 6 giugno 2000    | Spacewatch            |
| 67366 -      | 2000 LV23                | 8 giugno 2000    | LINEAR                |
| 67367 -      | 2000 LY27                | 7 giugno 2000    | LINEAR                |
| 67368 -      | 2000 LH33                | 4 giugno 2000    | NEAT                  |
| 67369 -      | 2000 MF2                 | 29 giugno 2000   | J. Broughton          |
| 67370 -      | 2000 NX2                 | 3 luglio 2000    | LINEAR                |
| 67371 -      | 2000 NM5                 | 7 luglio 2000    | LINEAR                |
| 67372 -      | 2000 NU12                | 5 luglio 2000    | LONEOS                |
| 67373 -      | 2000 NS13                | 5 luglio 2000    | LONEOS                |
| 67374 -      | 2000 NE14                | 5 luglio 2000    | LONEOS                |
| 67375 -      | 2000 NQ19                | 5 luglio 2000    | LONEOS                |
| 67376 -      | 2000 NP28                | 3 luglio 2000    | Spacewatch            |
| 67377 -      | 2000 OW1                 | 26 luglio 2000   | Farpoint              |
| 67378 -      | 2000 OC3                 | 29 luglio 2000   | LINEAR                |
| 67379 -      | 2000 OB6                 | 24 luglio 2000   | LINEAR                |
| 67380 -      | 2000 OO6                 | 29 luglio 2000   | LINEAR                |
| 67381 -      | 2000 OL8                 | 30 luglio 2000   | LINEAR                |
| 67382 -      | 2000 OO15                | 23 luglio 2000   | LINEAR                |
| 67383 -      | 2000 OQ15                | 23 luglio 2000   | LINEAR                |
| 67384 -      | 2000 OK17                | 23 luglio 2000   | LINEAR                |
| 67385 -      | 2000 OU21                | 30 luglio 2000   | LINEAR                |
| 67386 -      | 2000 OO43                | 30 luglio 2000   | LINEAR                |
| 67387 -      | 2000 OS44                | 30 luglio 2000   | LINEAR                |
| 67388 -      | 2000 OZ44                | 30 luglio 2000   | LINEAR                |
| 67389 -      | 2000 OW45                | 30 luglio 2000   | LINEAR                |
| 67390 -      | 2000 OU47                | 31 luglio 2000   | LINEAR                |
| 67391 -      | 2000 OE48                | 31 luglio 2000   | LINEAR                |
| 67392 -      | 2000 OW57                | 29 luglio 2000   | LONEOS                |
| 67393 -      | 2000 OX58                | 29 luglio 2000   | LONEOS                |
| 67394 -      | 2000 OE61                | 31 luglio 2000   | LINEAR                |
| 67395 -      | 2000 PR                  | 1 agosto 2000    | LINEAR                |
| 67396 -      | 2000 PV2                 | 2 agosto 2000    | LINEAR                |
| 67397 -      | 2000 PR4                 | 3 agosto 2000    | BATTeRS               |
| 67398 -      | 2000 PA6                 | 5 agosto 2000    | NEAT                  |
| 67399 -      | 2000 PJ6                 | 3 agosto 2000    | LINEAR                |
| 67400 -      | 2000 PW9                 | 1 agosto 2000    | LINEAR                |

## 67401-67500
| Nome    | Designazione provvisoria | Data di scoperta | Scopritore             |
| ------- | ------------------------ | ---------------- | ---------------------- |
| 67401 - | 2000 PS21                | 1 agosto 2000    | LINEAR                 |
| 67402 - | 2000 PK24                | 2 agosto 2000    | LINEAR                 |
| 67403 - | 2000 PB25                | 3 agosto 2000    | LINEAR                 |
| 67404 - | 2000 PG26                | 5 agosto 2000    | NEAT                   |
| 67405 - | 2000 QC3                 | 24 agosto 2000   | LINEAR                 |
| 67406 - | 2000 QK3                 | 24 agosto 2000   | LINEAR                 |
| 67407 - | 2000 QG4                 | 24 agosto 2000   | LINEAR                 |
| 67408 - | 2000 QS4                 | 24 agosto 2000   | LINEAR                 |
| 67409 - | 2000 QC5                 | 24 agosto 2000   | LINEAR                 |
| 67410 - | 2000 QS19                | 24 agosto 2000   | LINEAR                 |
| 67411 - | 2000 QJ26                | 26 agosto 2000   | P. Kušnirák, P. Pravec |
| 67412 - | 2000 QF36                | 24 agosto 2000   | LINEAR                 |
| 67413 - | 2000 QK50                | 24 agosto 2000   | LINEAR                 |
| 67414 - | 2000 QQ60                | 26 agosto 2000   | LINEAR                 |
| 67415 - | 2000 QY62                | 28 agosto 2000   | LINEAR                 |
| 67416 - | 2000 QW64                | 28 agosto 2000   | LINEAR                 |
| 67417 - | 2000 QF65                | 28 agosto 2000   | LINEAR                 |
| 67418 - | 2000 QS68                | 29 agosto 2000   | K. Korlević            |
| 67419 - | 2000 QE76                | 24 agosto 2000   | LINEAR                 |
| 67420 - | 2000 QU76                | 24 agosto 2000   | LINEAR                 |
| 67421 - | 2000 QX76                | 24 agosto 2000   | LINEAR                 |
| 67422 - | 2000 QZ83                | 24 agosto 2000   | LINEAR                 |
| 67423 - | 2000 QN88                | 25 agosto 2000   | LINEAR                 |
| 67424 - | 2000 QF92                | 25 agosto 2000   | LINEAR                 |
| 67425 - | 2000 QK92                | 25 agosto 2000   | LINEAR                 |
| 67426 - | 2000 QA98                | 28 agosto 2000   | LINEAR                 |
| 67427 - | 2000 QU100               | 28 agosto 2000   | LINEAR                 |
| 67428 - | 2000 QA103               | 28 agosto 2000   | LINEAR                 |
| 67429 - | 2000 QJ105               | 28 agosto 2000   | LINEAR                 |
| 67430 - | 2000 QL105               | 28 agosto 2000   | LINEAR                 |
| 67431 - | 2000 QS108               | 29 agosto 2000   | LINEAR                 |
| 67432 - | 2000 QN112               | 24 agosto 2000   | LINEAR                 |
| 67433 - | 2000 QZ112               | 24 agosto 2000   | LINEAR                 |
| 67434 - | 2000 QZ119               | 25 agosto 2000   | LINEAR                 |
| 67435 - | 2000 QH121               | 25 agosto 2000   | LINEAR                 |
| 67436 - | 2000 QP121               | 25 agosto 2000   | LINEAR                 |
| 67437 - | 2000 QL122               | 25 agosto 2000   | LINEAR                 |
| 67438 - | 2000 QU123               | 25 agosto 2000   | LINEAR                 |
| 67439 - | 2000 QG126               | 31 agosto 2000   | LINEAR                 |
| 67440 - | 2000 QD137               | 29 agosto 2000   | LINEAR                 |
| 67441 - | 2000 QU139               | 31 agosto 2000   | LINEAR                 |
| 67442 - | 2000 QF149               | 24 agosto 2000   | LINEAR                 |
| 67443 - | 2000 QH149               | 24 agosto 2000   | LINEAR                 |
| 67444 - | 2000 QM149               | 24 agosto 2000   | LINEAR                 |
| 67445 - | 2000 QX149               | 25 agosto 2000   | LINEAR                 |
| 67446 - | 2000 QF151               | 25 agosto 2000   | LINEAR                 |
| 67447 - | 2000 QJ151               | 25 agosto 2000   | LINEAR                 |
| 67448 - | 2000 QC156               | 31 agosto 2000   | LINEAR                 |
| 67449 - | 2000 QQ166               | 31 agosto 2000   | LINEAR                 |
| 67450 - | 2000 QN167               | 31 agosto 2000   | LINEAR                 |
| 67451 - | 2000 QR168               | 31 agosto 2000   | LINEAR                 |
| 67452 - | 2000 QG170               | 31 agosto 2000   | LINEAR                 |
| 67453 - | 2000 QB172               | 31 agosto 2000   | LINEAR                 |
| 67454 - | 2000 QU174               | 31 agosto 2000   | LINEAR                 |
| 67455 - | 2000 QR176               | 31 agosto 2000   | LINEAR                 |
| 67456 - | 2000 QT179               | 31 agosto 2000   | LINEAR                 |
| 67457 - | 2000 QA181               | 31 agosto 2000   | LINEAR                 |
| 67458 - | 2000 QB181               | 31 agosto 2000   | LINEAR                 |
| 67459 - | 2000 QJ181               | 31 agosto 2000   | LINEAR                 |
| 67460 - | 2000 QS181               | 31 agosto 2000   | LINEAR                 |
| 67461 - | 2000 QY181               | 31 agosto 2000   | LINEAR                 |
| 67462 - | 2000 QW186               | 26 agosto 2000   | LINEAR                 |
| 67463 - | 2000 QM204               | 31 agosto 2000   | LINEAR                 |
| 67464 - | 2000 QX208               | 31 agosto 2000   | LINEAR                 |
| 67465 - | 2000 QL209               | 31 agosto 2000   | LINEAR                 |
| 67466 - | 2000 QJ217               | 31 agosto 2000   | LINEAR                 |
| 67467 - | 2000 QZ228               | 31 agosto 2000   | LINEAR                 |
| 67468 - | 2000 QY229               | 31 agosto 2000   | LINEAR                 |
| 67469 - | 2000 RX                  | 1 settembre 2000 | LINEAR                 |
| 67470 - | 2000 RQ3                 | 1 settembre 2000 | LINEAR                 |
| 67471 - | 2000 RL4                 | 1 settembre 2000 | LINEAR                 |
| 67472 - | 2000 RD6                 | 1 settembre 2000 | LINEAR                 |
| 67473 - | 2000 RH6                 | 1 settembre 2000 | LINEAR                 |
| 67474 - | 2000 RL7                 | 1 settembre 2000 | LINEAR                 |
| 67475 - | 2000 RY7                 | 1 settembre 2000 | LINEAR                 |
| 67476 - | 2000 RM9                 | 1 settembre 2000 | LINEAR                 |
| 67477 - | 2000 RF10                | 1 settembre 2000 | LINEAR                 |
| 67478 - | 2000 RR10                | 1 settembre 2000 | LINEAR                 |
| 67479 - | 2000 RM11                | 1 settembre 2000 | LINEAR                 |
| 67480 - | 2000 RP11                | 1 settembre 2000 | LINEAR                 |
| 67481 - | 2000 RQ11                | 1 settembre 2000 | LINEAR                 |
| 67482 - | 2000 RC13                | 1 settembre 2000 | LINEAR                 |
| 67483 - | 2000 RC14                | 1 settembre 2000 | LINEAR                 |
| 67484 - | 2000 RO14                | 1 settembre 2000 | LINEAR                 |
| 67485 - | 2000 RU14                | 1 settembre 2000 | LINEAR                 |
| 67486 - | 2000 RD18                | 1 settembre 2000 | LINEAR                 |
| 67487 - | 2000 RQ19                | 1 settembre 2000 | LINEAR                 |
| 67488 - | 2000 RM20                | 1 settembre 2000 | LINEAR                 |
| 67489 - | 2000 RG22                | 1 settembre 2000 | LINEAR                 |
| 67490 - | 2000 RN22                | 1 settembre 2000 | LINEAR                 |
| 67491 - | 2000 RF23                | 1 settembre 2000 | LINEAR                 |
| 67492 - | 2000 RT23                | 1 settembre 2000 | LINEAR                 |
| 67493 - | 2000 RR27                | 1 settembre 2000 | LINEAR                 |
| 67494 - | 2000 RL28                | 1 settembre 2000 | LINEAR                 |
| 67495 - | 2000 RW29                | 1 settembre 2000 | LINEAR                 |
| 67496 - | 2000 RK31                | 1 settembre 2000 | LINEAR                 |
| 67497 - | 2000 RJ33                | 1 settembre 2000 | LINEAR                 |
| 67498 - | 2000 RW39                | 2 settembre 2000 | LINEAR                 |
| 67499 - | 2000 RV41                | 3 settembre 2000 | LINEAR                 |
| 67500 - | 2000 RM43                | 3 settembre 2000 | LINEAR                 |

## 67501-67600
| Nome    | Designazione provvisoria | Data di scoperta  | Scopritore  |
| ------- | ------------------------ | ----------------- | ----------- |
| 67501 - | 2000 RU43                | 3 settembre 2000  | LINEAR      |
| 67502 - | 2000 RE44                | 3 settembre 2000  | LINEAR      |
| 67503 - | 2000 RW44                | 3 settembre 2000  | LINEAR      |
| 67504 - | 2000 RE45                | 3 settembre 2000  | LINEAR      |
| 67505 - | 2000 RK47                | 3 settembre 2000  | LINEAR      |
| 67506 - | 2000 RL47                | 3 settembre 2000  | LINEAR      |
| 67507 - | 2000 RS49                | 5 settembre 2000  | LINEAR      |
| 67508 - | 2000 RD50                | 5 settembre 2000  | LINEAR      |
| 67509 - | 2000 RU50                | 5 settembre 2000  | LINEAR      |
| 67510 - | 2000 RC53                | 6 settembre 2000  | LINEAR      |
| 67511 - | 2000 RR55                | 4 settembre 2000  | LINEAR      |
| 67512 - | 2000 RL56                | 6 settembre 2000  | LINEAR      |
| 67513 - | 2000 RA60                | 5 settembre 2000  | K. Korlević |
| 67514 - | 2000 RS60                | 3 settembre 2000  | LINEAR      |
| 67515 - | 2000 RN62                | 1 settembre 2000  | LINEAR      |
| 67516 - | 2000 RM65                | 1 settembre 2000  | LINEAR      |
| 67517 - | 2000 RQ65                | 1 settembre 2000  | LINEAR      |
| 67518 - | 2000 RS65                | 1 settembre 2000  | LINEAR      |
| 67519 - | 2000 RN66                | 1 settembre 2000  | LINEAR      |
| 67520 - | 2000 RU66                | 1 settembre 2000  | LINEAR      |
| 67521 - | 2000 RN71                | 2 settembre 2000  | LINEAR      |
| 67522 - | 2000 RB79                | 9 settembre 2000  | LONEOS      |
| 67523 - | 2000 RV79                | 1 settembre 2000  | LINEAR      |
| 67524 - | 2000 RC83                | 1 settembre 2000  | LINEAR      |
| 67525 - | 2000 RW83                | 1 settembre 2000  | LINEAR      |
| 67526 - | 2000 RJ84                | 2 settembre 2000  | LONEOS      |
| 67527 - | 2000 RR84                | 2 settembre 2000  | LONEOS      |
| 67528 - | 2000 RC87                | 2 settembre 2000  | LONEOS      |
| 67529 - | 2000 RQ90                | 3 settembre 2000  | LINEAR      |
| 67530 - | 2000 RS90                | 3 settembre 2000  | LINEAR      |
| 67531 - | 2000 RV92                | 3 settembre 2000  | LINEAR      |
| 67532 - | 2000 RZ94                | 4 settembre 2000  | LONEOS      |
| 67533 - | 2000 RD95                | 4 settembre 2000  | LONEOS      |
| 67534 - | 2000 RL95                | 4 settembre 2000  | LONEOS      |
| 67535 - | 2000 RY100               | 5 settembre 2000  | LONEOS      |
| 67536 - | 2000 RX104               | 6 settembre 2000  | LINEAR      |
| 67537 - | 2000 SL1                 | 18 settembre 2000 | LINEAR      |
| 67538 - | 2000 SC4                 | 21 settembre 2000 | NEAT        |
| 67539 - | 2000 SK4                 | 22 settembre 2000 | J. Nomen    |
| 67540 - | 2000 SX10                | 24 settembre 2000 | P. G. Comba |
| 67541 - | 2000 SO17                | 23 settembre 2000 | LINEAR      |
| 67542 - | 2000 SR20                | 22 settembre 2000 | LONEOS      |
| 67543 - | 2000 SB32                | 24 settembre 2000 | LINEAR      |
| 67544 - | 2000 SQ34                | 24 settembre 2000 | LINEAR      |
| 67545 - | 2000 ST35                | 24 settembre 2000 | LINEAR      |
| 67546 - | 2000 SU38                | 24 settembre 2000 | LINEAR      |
| 67547 - | 2000 SE43                | 26 settembre 2000 | Črni Vrh    |
| 67548 - | 2000 SL47                | 23 settembre 2000 | LINEAR      |
| 67549 - | 2000 SL51                | 23 settembre 2000 | LINEAR      |
| 67550 - | 2000 SG56                | 24 settembre 2000 | LINEAR      |
| 67551 - | 2000 SF57                | 24 settembre 2000 | LINEAR      |
| 67552 - | 2000 SM63                | 24 settembre 2000 | LINEAR      |
| 67553 - | 2000 SU64                | 24 settembre 2000 | LINEAR      |
| 67554 - | 2000 ST67                | 24 settembre 2000 | LINEAR      |
| 67555 - | 2000 SG69                | 24 settembre 2000 | LINEAR      |
| 67556 - | 2000 SO79                | 24 settembre 2000 | LINEAR      |
| 67557 - | 2000 SP82                | 24 settembre 2000 | LINEAR      |
| 67558 - | 2000 SP83                | 24 settembre 2000 | LINEAR      |
| 67559 - | 2000 SV84                | 24 settembre 2000 | LINEAR      |
| 67560 - | 2000 SC85                | 24 settembre 2000 | LINEAR      |
| 67561 - | 2000 SE85                | 24 settembre 2000 | LINEAR      |
| 67562 - | 2000 SY86                | 24 settembre 2000 | LINEAR      |
| 67563 - | 2000 SM87                | 24 settembre 2000 | LINEAR      |
| 67564 - | 2000 SS87                | 24 settembre 2000 | LINEAR      |
| 67565 - | 2000 SN88                | 24 settembre 2000 | LINEAR      |
| 67566 - | 2000 SQ94                | 23 settembre 2000 | LINEAR      |
| 67567 - | 2000 SV98                | 23 settembre 2000 | LINEAR      |
| 67568 - | 2000 SL99                | 23 settembre 2000 | LINEAR      |
| 67569 - | 2000 SN101               | 24 settembre 2000 | LINEAR      |
| 67570 - | 2000 SB102               | 24 settembre 2000 | LINEAR      |
| 67571 - | 2000 SG102               | 24 settembre 2000 | LINEAR      |
| 67572 - | 2000 SU106               | 24 settembre 2000 | LINEAR      |
| 67573 - | 2000 SB111               | 24 settembre 2000 | LINEAR      |
| 67574 - | 2000 SL111               | 24 settembre 2000 | LINEAR      |
| 67575 - | 2000 SY111               | 24 settembre 2000 | LINEAR      |
| 67576 - | 2000 SA112               | 24 settembre 2000 | LINEAR      |
| 67577 - | 2000 SB112               | 24 settembre 2000 | LINEAR      |
| 67578 - | 2000 SO112               | 24 settembre 2000 | LINEAR      |
| 67579 - | 2000 SZ112               | 24 settembre 2000 | LINEAR      |
| 67580 - | 2000 SN117               | 24 settembre 2000 | LINEAR      |
| 67581 - | 2000 SB119               | 24 settembre 2000 | LINEAR      |
| 67582 - | 2000 SN119               | 24 settembre 2000 | LINEAR      |
| 67583 - | 2000 SZ120               | 24 settembre 2000 | LINEAR      |
| 67584 - | 2000 SB123               | 24 settembre 2000 | LINEAR      |
| 67585 - | 2000 SP124               | 24 settembre 2000 | LINEAR      |
| 67586 - | 2000 SH125               | 24 settembre 2000 | LINEAR      |
| 67587 - | 2000 SK125               | 24 settembre 2000 | LINEAR      |
| 67588 - | 2000 SS127               | 24 settembre 2000 | LINEAR      |
| 67589 - | 2000 SL131               | 22 settembre 2000 | LINEAR      |
| 67590 - | 2000 SU135               | 23 settembre 2000 | LINEAR      |
| 67591 - | 2000 SM136               | 23 settembre 2000 | LINEAR      |
| 67592 - | 2000 SD138               | 23 settembre 2000 | LINEAR      |
| 67593 - | 2000 SK138               | 23 settembre 2000 | LINEAR      |
| 67594 - | 2000 SC139               | 23 settembre 2000 | LINEAR      |
| 67595 - | 2000 SQ139               | 23 settembre 2000 | LINEAR      |
| 67596 - | 2000 SV139               | 23 settembre 2000 | LINEAR      |
| 67597 - | 2000 SA141               | 23 settembre 2000 | LINEAR      |
| 67598 - | 2000 SG141               | 23 settembre 2000 | LINEAR      |
| 67599 - | 2000 SA145               | 24 settembre 2000 | LINEAR      |
| 67600 - | 2000 ST146               | 24 settembre 2000 | LINEAR      |

## 67601-67700
| Nome    | Designazione provvisoria | Data di scoperta  | Scopritore  |
| ------- | ------------------------ | ----------------- | ----------- |
| 67601 - | 2000 SQ147               | 24 settembre 2000 | LINEAR      |
| 67602 - | 2000 SR147               | 24 settembre 2000 | LINEAR      |
| 67603 - | 2000 SR148               | 24 settembre 2000 | LINEAR      |
| 67604 - | 2000 SV148               | 24 settembre 2000 | LINEAR      |
| 67605 - | 2000 SE149               | 24 settembre 2000 | LINEAR      |
| 67606 - | 2000 SY150               | 24 settembre 2000 | LINEAR      |
| 67607 - | 2000 SO151               | 24 settembre 2000 | LINEAR      |
| 67608 - | 2000 SR154               | 24 settembre 2000 | LINEAR      |
| 67609 - | 2000 SK156               | 24 settembre 2000 | LINEAR      |
| 67610 - | 2000 SM160               | 27 settembre 2000 | LINEAR      |
| 67611 - | 2000 SW160               | 27 settembre 2000 | LINEAR      |
| 67612 - | 2000 SA161               | 27 settembre 2000 | LINEAR      |
| 67613 - | 2000 SL162               | 21 settembre 2000 | NEAT        |
| 67614 - | 2000 SU162               | 30 settembre 2000 | A. J. Cecce |
| 67615 - | 2000 SU166               | 23 settembre 2000 | LINEAR      |
| 67616 - | 2000 SH168               | 23 settembre 2000 | LINEAR      |
| 67617 - | 2000 ST168               | 23 settembre 2000 | LINEAR      |
| 67618 - | 2000 SR169               | 24 settembre 2000 | LINEAR      |
| 67619 - | 2000 SJ171               | 24 settembre 2000 | LINEAR      |
| 67620 - | 2000 SW175               | 28 settembre 2000 | LINEAR      |
| 67621 - | 2000 SY175               | 28 settembre 2000 | LINEAR      |
| 67622 - | 2000 SJ176               | 28 settembre 2000 | LINEAR      |
| 67623 - | 2000 SK176               | 28 settembre 2000 | LINEAR      |
| 67624 - | 2000 SM177               | 28 settembre 2000 | LINEAR      |
| 67625 - | 2000 SA179               | 28 settembre 2000 | LINEAR      |
| 67626 - | 2000 SP180               | 28 settembre 2000 | LINEAR      |
| 67627 - | 2000 SW187               | 21 settembre 2000 | NEAT        |
| 67628 - | 2000 ST188               | 21 settembre 2000 | NEAT        |
| 67629 - | 2000 SK193               | 24 settembre 2000 | LINEAR      |
| 67630 - | 2000 SC200               | 24 settembre 2000 | LINEAR      |
| 67631 - | 2000 ST202               | 24 settembre 2000 | LINEAR      |
| 67632 - | 2000 SA206               | 24 settembre 2000 | LINEAR      |
| 67633 - | 2000 SA209               | 25 settembre 2000 | LINEAR      |
| 67634 - | 2000 SP210               | 25 settembre 2000 | LINEAR      |
| 67635 - | 2000 SE211               | 25 settembre 2000 | LINEAR      |
| 67636 - | 2000 SO211               | 25 settembre 2000 | LINEAR      |
| 67637 - | 2000 SQ211               | 25 settembre 2000 | LINEAR      |
| 67638 - | 2000 SH214               | 26 settembre 2000 | LINEAR      |
| 67639 - | 2000 SE216               | 26 settembre 2000 | LINEAR      |
| 67640 - | 2000 SW216               | 26 settembre 2000 | LINEAR      |
| 67641 - | 2000 SA217               | 26 settembre 2000 | LINEAR      |
| 67642 - | 2000 SJ217               | 26 settembre 2000 | LINEAR      |
| 67643 - | 2000 SK218               | 26 settembre 2000 | LINEAR      |
| 67644 - | 2000 SK220               | 26 settembre 2000 | LINEAR      |
| 67645 - | 2000 SZ221               | 26 settembre 2000 | LINEAR      |
| 67646 - | 2000 SD224               | 27 settembre 2000 | LINEAR      |
| 67647 - | 2000 SM225               | 27 settembre 2000 | LINEAR      |
| 67648 - | 2000 SD226               | 27 settembre 2000 | LINEAR      |
| 67649 - | 2000 SS227               | 27 settembre 2000 | LINEAR      |
| 67650 - | 2000 SM228               | 28 settembre 2000 | LINEAR      |
| 67651 - | 2000 SG231               | 30 settembre 2000 | LINEAR      |
| 67652 - | 2000 SX233               | 21 settembre 2000 | LINEAR      |
| 67653 - | 2000 SU235               | 24 settembre 2000 | LINEAR      |
| 67654 - | 2000 SK237               | 24 settembre 2000 | LINEAR      |
| 67655 - | 2000 SE239               | 26 settembre 2000 | LINEAR      |
| 67656 - | 2000 SX243               | 24 settembre 2000 | LINEAR      |
| 67657 - | 2000 SF255               | 24 settembre 2000 | LINEAR      |
| 67658 - | 2000 SQ258               | 24 settembre 2000 | LINEAR      |
| 67659 - | 2000 SA261               | 24 settembre 2000 | LINEAR      |
| 67660 - | 2000 SH261               | 24 settembre 2000 | LINEAR      |
| 67661 - | 2000 SL261               | 24 settembre 2000 | LINEAR      |
| 67662 - | 2000 SF268               | 27 settembre 2000 | LINEAR      |
| 67663 - | 2000 SG268               | 27 settembre 2000 | LINEAR      |
| 67664 - | 2000 SJ269               | 27 settembre 2000 | LINEAR      |
| 67665 - | 2000 SX271               | 27 settembre 2000 | LINEAR      |
| 67666 - | 2000 SZ272               | 28 settembre 2000 | LINEAR      |
| 67667 - | 2000 SK274               | 28 settembre 2000 | LINEAR      |
| 67668 - | 2000 SU274               | 28 settembre 2000 | LINEAR      |
| 67669 - | 2000 SC275               | 28 settembre 2000 | LINEAR      |
| 67670 - | 2000 SL275               | 28 settembre 2000 | LINEAR      |
| 67671 - | 2000 SS275               | 28 settembre 2000 | LINEAR      |
| 67672 - | 2000 SA277               | 30 settembre 2000 | LINEAR      |
| 67673 - | 2000 SD278               | 30 settembre 2000 | LINEAR      |
| 67674 - | 2000 SH278               | 30 settembre 2000 | LINEAR      |
| 67675 - | 2000 SE280               | 28 settembre 2000 | LINEAR      |
| 67676 - | 2000 SP285               | 23 settembre 2000 | LINEAR      |
| 67677 - | 2000 SF286               | 24 settembre 2000 | LINEAR      |
| 67678 - | 2000 SQ287               | 26 settembre 2000 | LINEAR      |
| 67679 - | 2000 SR289               | 27 settembre 2000 | LINEAR      |
| 67680 - | 2000 SU292               | 27 settembre 2000 | LINEAR      |
| 67681 - | 2000 SH293               | 27 settembre 2000 | LINEAR      |
| 67682 - | 2000 SQ295               | 27 settembre 2000 | LINEAR      |
| 67683 - | 2000 SW298               | 28 settembre 2000 | LINEAR      |
| 67684 - | 2000 SX298               | 28 settembre 2000 | LINEAR      |
| 67685 - | 2000 SK299               | 28 settembre 2000 | LINEAR      |
| 67686 - | 2000 SN300               | 28 settembre 2000 | LINEAR      |
| 67687 - | 2000 SO304               | 30 settembre 2000 | LINEAR      |
| 67688 - | 2000 SX304               | 30 settembre 2000 | LINEAR      |
| 67689 - | 2000 SN307               | 30 settembre 2000 | LINEAR      |
| 67690 - | 2000 SH309               | 30 settembre 2000 | LINEAR      |
| 67691 - | 2000 SS310               | 26 settembre 2000 | LINEAR      |
| 67692 - | 2000 SX320               | 30 settembre 2000 | LINEAR      |
| 67693 - | 2000 SW323               | 28 settembre 2000 | Spacewatch  |
| 67694 - | 2000 SD333               | 26 settembre 2000 | NEAT        |
| 67695 - | 2000 SH336               | 26 settembre 2000 | NEAT        |
| 67696 - | 2000 SJ348               | 20 settembre 2000 | LINEAR      |
| 67697 - | 2000 SW352               | 30 settembre 2000 | LONEOS      |
| 67698 - | 2000 SW354               | 29 settembre 2000 | LONEOS      |
| 67699 - | 2000 ST369               | 24 settembre 2000 | LONEOS      |
| 67700 - | 2000 TZ9                 | 1 ottobre 2000    | LINEAR      |

## 67701-67800
| Nome                 | Designazione provvisoria | Data di scoperta | Scopritore     |
| -------------------- | ------------------------ | ---------------- | -------------- |
| 67701 -              | 2000 TP10                | 1 ottobre 2000   | LINEAR         |
| 67702 -              | 2000 TD14                | 1 ottobre 2000   | LINEAR         |
| 67703 -              | 2000 TU15                | 1 ottobre 2000   | LINEAR         |
| 67704 -              | 2000 TS21                | 1 ottobre 2000   | LINEAR         |
| 67705 -              | 2000 TY21                | 2 ottobre 2000   | LINEAR         |
| 67706 -              | 2000 TR26                | 2 ottobre 2000   | LINEAR         |
| 67707 -              | 2000 TD28                | 3 ottobre 2000   | LINEAR         |
| 67708 -              | 2000 TO34                | 6 ottobre 2000   | LONEOS         |
| 67709 -              | 2000 TE40                | 1 ottobre 2000   | LINEAR         |
| 67710 -              | 2000 TO67                | 2 ottobre 2000   | LINEAR         |
| 67711 Mitsuotoyokawa | 2000 UB                  | 18 ottobre 2000  | BATTeRS        |
| 67712 Kimotsuki      | 2000 UG                  | 21 ottobre 2000  | BATTeRS        |
| 67713 -              | 2000 UF1                 | 22 ottobre 2000  | L. Šarounová   |
| 67714 -              | 2000 UC2                 | 22 ottobre 2000  | K. Korlević    |
| 67715 -              | 2000 UM3                 | 24 ottobre 2000  | LINEAR         |
| 67716 -              | 2000 UQ7                 | 24 ottobre 2000  | LINEAR         |
| 67717 -              | 2000 UA8                 | 24 ottobre 2000  | LINEAR         |
| 67718 -              | 2000 UQ9                 | 24 ottobre 2000  | LINEAR         |
| 67719 -              | 2000 UY10                | 25 ottobre 2000  | LINEAR         |
| 67720 -              | 2000 UQ11                | 26 ottobre 2000  | BATTeRS        |
| 67721 -              | 2000 US14                | 25 ottobre 2000  | LINEAR         |
| 67722 -              | 2000 UE15                | 25 ottobre 2000  | LINEAR         |
| 67723 -              | 2000 UQ15                | 27 ottobre 2000  | Spacewatch     |
| 67724 -              | 2000 UP16                | 29 ottobre 2000  | C. W. Juels    |
| 67725 -              | 2000 UU16                | 29 ottobre 2000  | LINEAR         |
| 67726 -              | 2000 UP17                | 24 ottobre 2000  | LINEAR         |
| 67727 -              | 2000 UH23                | 24 ottobre 2000  | LINEAR         |
| 67728 -              | 2000 UN23                | 24 ottobre 2000  | LINEAR         |
| 67729 -              | 2000 UQ23                | 24 ottobre 2000  | LINEAR         |
| 67730 -              | 2000 UX23                | 24 ottobre 2000  | LINEAR         |
| 67731 -              | 2000 UJ25                | 24 ottobre 2000  | LINEAR         |
| 67732 -              | 2000 UA26                | 24 ottobre 2000  | LINEAR         |
| 67733 -              | 2000 UC26                | 24 ottobre 2000  | LINEAR         |
| 67734 -              | 2000 UE26                | 24 ottobre 2000  | LINEAR         |
| 67735 -              | 2000 UH26                | 24 ottobre 2000  | LINEAR         |
| 67736 -              | 2000 UD28                | 25 ottobre 2000  | LINEAR         |
| 67737 -              | 2000 UN28                | 25 ottobre 2000  | LINEAR         |
| 67738 -              | 2000 UB29                | 29 ottobre 2000  | Spacewatch     |
| 67739 -              | 2000 UV29                | 25 ottobre 2000  | LINEAR         |
| 67740 -              | 2000 UJ30                | 29 ottobre 2000  | Spacewatch     |
| 67741 -              | 2000 UZ33                | 30 ottobre 2000  | W. K. Y. Yeung |
| 67742 -              | 2000 UP34                | 24 ottobre 2000  | LINEAR         |
| 67743 -              | 2000 UK35                | 24 ottobre 2000  | LINEAR         |
| 67744 -              | 2000 UE38                | 24 ottobre 2000  | LINEAR         |
| 67745 -              | 2000 UT39                | 24 ottobre 2000  | LINEAR         |
| 67746 -              | 2000 UG40                | 24 ottobre 2000  | LINEAR         |
| 67747 -              | 2000 UF43                | 24 ottobre 2000  | LINEAR         |
| 67748 -              | 2000 UJ45                | 24 ottobre 2000  | LINEAR         |
| 67749 -              | 2000 UZ46                | 24 ottobre 2000  | LINEAR         |
| 67750 -              | 2000 UN47                | 24 ottobre 2000  | LINEAR         |
| 67751 -              | 2000 UF48                | 24 ottobre 2000  | LINEAR         |
| 67752 -              | 2000 UK48                | 24 ottobre 2000  | LINEAR         |
| 67753 -              | 2000 UQ48                | 24 ottobre 2000  | LINEAR         |
| 67754 -              | 2000 UF49                | 24 ottobre 2000  | LINEAR         |
| 67755 -              | 2000 US49                | 24 ottobre 2000  | LINEAR         |
| 67756 -              | 2000 UP50                | 24 ottobre 2000  | LINEAR         |
| 67757 -              | 2000 UA52                | 24 ottobre 2000  | LINEAR         |
| 67758 -              | 2000 UF55                | 24 ottobre 2000  | LINEAR         |
| 67759 -              | 2000 UW55                | 24 ottobre 2000  | LINEAR         |
| 67760 -              | 2000 UY57                | 25 ottobre 2000  | LINEAR         |
| 67761 -              | 2000 UM60                | 25 ottobre 2000  | LINEAR         |
| 67762 -              | 2000 UA61                | 25 ottobre 2000  | LINEAR         |
| 67763 -              | 2000 UU61                | 25 ottobre 2000  | LINEAR         |
| 67764 -              | 2000 UH62                | 25 ottobre 2000  | LINEAR         |
| 67765 -              | 2000 UM62                | 25 ottobre 2000  | LINEAR         |
| 67766 -              | 2000 UH65                | 25 ottobre 2000  | LINEAR         |
| 67767 -              | 2000 UC66                | 25 ottobre 2000  | LINEAR         |
| 67768 -              | 2000 UY66                | 25 ottobre 2000  | LINEAR         |
| 67769 -              | 2000 UG67                | 25 ottobre 2000  | LINEAR         |
| 67770 -              | 2000 UD72                | 25 ottobre 2000  | LINEAR         |
| 67771 -              | 2000 UJ74                | 29 ottobre 2000  | LINEAR         |
| 67772 -              | 2000 UZ77                | 24 ottobre 2000  | LINEAR         |
| 67773 -              | 2000 UM79                | 24 ottobre 2000  | LINEAR         |
| 67774 -              | 2000 UO79                | 24 ottobre 2000  | LINEAR         |
| 67775 -              | 2000 US80                | 24 ottobre 2000  | LINEAR         |
| 67776 -              | 2000 UX80                | 24 ottobre 2000  | LINEAR         |
| 67777 -              | 2000 UH81                | 24 ottobre 2000  | LINEAR         |
| 67778 -              | 2000 UT81                | 24 ottobre 2000  | LINEAR         |
| 67779 -              | 2000 UU81                | 24 ottobre 2000  | LINEAR         |
| 67780 -              | 2000 US84                | 31 ottobre 2000  | LINEAR         |
| 67781 -              | 2000 UC85                | 31 ottobre 2000  | LINEAR         |
| 67782 -              | 2000 UW85                | 31 ottobre 2000  | LINEAR         |
| 67783 -              | 2000 UJ89                | 31 ottobre 2000  | LINEAR         |
| 67784 -              | 2000 UV89                | 31 ottobre 2000  | LINEAR         |
| 67785 -              | 2000 UM91                | 25 ottobre 2000  | LINEAR         |
| 67786 -              | 2000 UX94                | 25 ottobre 2000  | LINEAR         |
| 67787 -              | 2000 UD95                | 25 ottobre 2000  | LINEAR         |
| 67788 -              | 2000 UR95                | 25 ottobre 2000  | LINEAR         |
| 67789 -              | 2000 UD97                | 25 ottobre 2000  | LINEAR         |
| 67790 -              | 2000 UG100               | 25 ottobre 2000  | LINEAR         |
| 67791 -              | 2000 UP100               | 25 ottobre 2000  | LINEAR         |
| 67792 -              | 2000 UD102               | 25 ottobre 2000  | LINEAR         |
| 67793 -              | 2000 UE102               | 25 ottobre 2000  | LINEAR         |
| 67794 -              | 2000 UZ103               | 25 ottobre 2000  | LINEAR         |
| 67795 -              | 2000 UC104               | 25 ottobre 2000  | LINEAR         |
| 67796 -              | 2000 UP104               | 25 ottobre 2000  | LINEAR         |
| 67797 -              | 2000 UT106               | 30 ottobre 2000  | LINEAR         |
| 67798 -              | 2000 UD109               | 31 ottobre 2000  | LINEAR         |
| 67799 -              | 2000 UT109               | 31 ottobre 2000  | LINEAR         |
| 67800 -              | 2000 UZ109               | 31 ottobre 2000  | LINEAR         |

## 67801-67900
| Nome          | Designazione provvisoria | Data di scoperta | Scopritore     |
| ------------- | ------------------------ | ---------------- | -------------- |
| 67801 -       | 2000 UC110               | 31 ottobre 2000  | LINEAR         |
| 67802 -       | 2000 VB4                 | 1 novembre 2000  | LINEAR         |
| 67803 -       | 2000 VX7                 | 1 novembre 2000  | LINEAR         |
| 67804 -       | 2000 VE11                | 1 novembre 2000  | LINEAR         |
| 67805 -       | 2000 VF15                | 1 novembre 2000  | LINEAR         |
| 67806 -       | 2000 VZ15                | 1 novembre 2000  | LINEAR         |
| 67807 -       | 2000 VE16                | 1 novembre 2000  | LINEAR         |
| 67808 -       | 2000 VL16                | 1 novembre 2000  | LINEAR         |
| 67809 -       | 2000 VS18                | 1 novembre 2000  | LINEAR         |
| 67810 -       | 2000 VY22                | 1 novembre 2000  | LINEAR         |
| 67811 -       | 2000 VL23                | 1 novembre 2000  | LINEAR         |
| 67812 -       | 2000 VF24                | 1 novembre 2000  | LINEAR         |
| 67813 -       | 2000 VN24                | 1 novembre 2000  | LINEAR         |
| 67814 -       | 2000 VL26                | 1 novembre 2000  | LINEAR         |
| 67815 -       | 2000 VB27                | 1 novembre 2000  | LINEAR         |
| 67816 -       | 2000 VZ28                | 1 novembre 2000  | LINEAR         |
| 67817 -       | 2000 VR30                | 1 novembre 2000  | LINEAR         |
| 67818 -       | 2000 VJ32                | 1 novembre 2000  | LINEAR         |
| 67819 -       | 2000 VP32                | 1 novembre 2000  | LINEAR         |
| 67820 -       | 2000 VS32                | 1 novembre 2000  | LINEAR         |
| 67821 -       | 2000 VT32                | 1 novembre 2000  | LINEAR         |
| 67822 -       | 2000 VN33                | 1 novembre 2000  | LINEAR         |
| 67823 -       | 2000 VU33                | 1 novembre 2000  | LINEAR         |
| 67824 -       | 2000 VB39                | 1 novembre 2000  | W. K. Y. Yeung |
| 67825 -       | 2000 VF43                | 1 novembre 2000  | LINEAR         |
| 67826 -       | 2000 VN44                | 2 novembre 2000  | LINEAR         |
| 67827 -       | 2000 VK46                | 3 novembre 2000  | LINEAR         |
| 67828 -       | 2000 VX46                | 3 novembre 2000  | LINEAR         |
| 67829 -       | 2000 VP49                | 2 novembre 2000  | LINEAR         |
| 67830 -       | 2000 VF50                | 2 novembre 2000  | LINEAR         |
| 67831 -       | 2000 VV50                | 2 novembre 2000  | LINEAR         |
| 67832 -       | 2000 VZ50                | 3 novembre 2000  | LINEAR         |
| 67833 -       | 2000 VC53                | 3 novembre 2000  | LINEAR         |
| 67834 -       | 2000 VV53                | 3 novembre 2000  | LINEAR         |
| 67835 -       | 2000 VY53                | 3 novembre 2000  | LINEAR         |
| 67836 -       | 2000 VP55                | 3 novembre 2000  | LINEAR         |
| 67837 -       | 2000 VQ55                | 3 novembre 2000  | LINEAR         |
| 67838 -       | 2000 VP56                | 3 novembre 2000  | LINEAR         |
| 67839 -       | 2000 VS57                | 3 novembre 2000  | LINEAR         |
| 67840 -       | 2000 VZ60                | 2 novembre 2000  | LINEAR         |
| 67841 -       | 2000 VR61                | 9 novembre 2000  | LINEAR         |
| 67842 -       | 2000 VY61                | 9 novembre 2000  | LINEAR         |
| 67843 -       | 2000 WL                  | 16 novembre 2000 | LINEAR         |
| 67844 -       | 2000 WQ4                 | 19 novembre 2000 | LINEAR         |
| 67845 -       | 2000 WM5                 | 19 novembre 2000 | LINEAR         |
| 67846 -       | 2000 WU5                 | 19 novembre 2000 | LINEAR         |
| 67847 -       | 2000 WX6                 | 19 novembre 2000 | LINEAR         |
| 67848 -       | 2000 WB7                 | 19 novembre 2000 | LINEAR         |
| 67849 -       | 2000 WH7                 | 20 novembre 2000 | LINEAR         |
| 67850 -       | 2000 WS7                 | 20 novembre 2000 | LINEAR         |
| 67851 -       | 2000 WN8                 | 20 novembre 2000 | LINEAR         |
| 67852 -       | 2000 WT8                 | 20 novembre 2000 | LINEAR         |
| 67853 Iwamura | 2000 WO9                 | 22 novembre 2000 | A. Nakamura    |
| 67854 -       | 2000 WF12                | 24 novembre 2000 | Spacewatch     |
| 67855 -       | 2000 WO13                | 18 novembre 2000 | LINEAR         |
| 67856 -       | 2000 WL15                | 20 novembre 2000 | LINEAR         |
| 67857 -       | 2000 WQ18                | 21 novembre 2000 | LINEAR         |
| 67858 -       | 2000 WX20                | 25 novembre 2000 | Spacewatch     |
| 67859 -       | 2000 WZ21                | 20 novembre 2000 | LINEAR         |
| 67860 -       | 2000 WP22                | 20 novembre 2000 | LINEAR         |
| 67861 -       | 2000 WT22                | 20 novembre 2000 | LINEAR         |
| 67862 -       | 2000 WU22                | 20 novembre 2000 | LINEAR         |
| 67863 -       | 2000 WZ22                | 20 novembre 2000 | LINEAR         |
| 67864 -       | 2000 WD23                | 20 novembre 2000 | LINEAR         |
| 67865 -       | 2000 WG23                | 20 novembre 2000 | LINEAR         |
| 67866 -       | 2000 WK23                | 20 novembre 2000 | LINEAR         |
| 67867 -       | 2000 WL23                | 20 novembre 2000 | LINEAR         |
| 67868 -       | 2000 WY30                | 20 novembre 2000 | LINEAR         |
| 67869 -       | 2000 WP31                | 20 novembre 2000 | LINEAR         |
| 67870 -       | 2000 WG32                | 20 novembre 2000 | LINEAR         |
| 67871 -       | 2000 WV33                | 20 novembre 2000 | LINEAR         |
| 67872 -       | 2000 WH34                | 20 novembre 2000 | LINEAR         |
| 67873 -       | 2000 WL34                | 20 novembre 2000 | LINEAR         |
| 67874 -       | 2000 WA36                | 20 novembre 2000 | LINEAR         |
| 67875 -       | 2000 WX36                | 20 novembre 2000 | LINEAR         |
| 67876 -       | 2000 WH37                | 20 novembre 2000 | LINEAR         |
| 67877 -       | 2000 WQ40                | 20 novembre 2000 | LINEAR         |
| 67878 -       | 2000 WR40                | 20 novembre 2000 | LINEAR         |
| 67879 -       | 2000 WJ43                | 21 novembre 2000 | LINEAR         |
| 67880 -       | 2000 WJ47                | 21 novembre 2000 | LINEAR         |
| 67881 -       | 2000 WO47                | 21 novembre 2000 | LINEAR         |
| 67882 -       | 2000 WR47                | 21 novembre 2000 | LINEAR         |
| 67883 -       | 2000 WA50                | 25 novembre 2000 | LINEAR         |
| 67884 -       | 2000 WR50                | 26 novembre 2000 | LINEAR         |
| 67885 -       | 2000 WB51                | 28 novembre 2000 | K. Korlević    |
| 67886 -       | 2000 WQ58                | 21 novembre 2000 | LINEAR         |
| 67887 -       | 2000 WA59                | 21 novembre 2000 | LINEAR         |
| 67888 -       | 2000 WR59                | 21 novembre 2000 | LINEAR         |
| 67889 -       | 2000 WT60                | 21 novembre 2000 | LINEAR         |
| 67890 -       | 2000 WK61                | 21 novembre 2000 | LINEAR         |
| 67891 -       | 2000 WR61                | 21 novembre 2000 | LINEAR         |
| 67892 -       | 2000 WS61                | 21 novembre 2000 | LINEAR         |
| 67893 -       | 2000 WY61                | 21 novembre 2000 | LINEAR         |
| 67894 -       | 2000 WX69                | 19 novembre 2000 | LINEAR         |
| 67895 -       | 2000 WY70                | 19 novembre 2000 | LINEAR         |
| 67896 -       | 2000 WZ73                | 20 novembre 2000 | LINEAR         |
| 67897 -       | 2000 WK75                | 20 novembre 2000 | LINEAR         |
| 67898 -       | 2000 WV87                | 20 novembre 2000 | LINEAR         |
| 67899 -       | 2000 WB88                | 20 novembre 2000 | LINEAR         |
| 67900 -       | 2000 WG90                | 21 novembre 2000 | LINEAR         |

## 67901-68000
| Nome            | Designazione provvisoria | Data di scoperta | Scopritore   |
| --------------- | ------------------------ | ---------------- | ------------ |
| 67901 -         | 2000 WP90                | 21 novembre 2000 | LINEAR       |
| 67902 -         | 2000 WY92                | 21 novembre 2000 | LINEAR       |
| 67903 -         | 2000 WV94                | 21 novembre 2000 | LINEAR       |
| 67904 -         | 2000 WJ96                | 21 novembre 2000 | LINEAR       |
| 67905 -         | 2000 WN96                | 21 novembre 2000 | LINEAR       |
| 67906 -         | 2000 WD97                | 21 novembre 2000 | LINEAR       |
| 67907 -         | 2000 WL97                | 21 novembre 2000 | LINEAR       |
| 67908 -         | 2000 WF98                | 21 novembre 2000 | LINEAR       |
| 67909 -         | 2000 WJ98                | 21 novembre 2000 | LINEAR       |
| 67910 -         | 2000 WC100               | 21 novembre 2000 | LINEAR       |
| 67911 -         | 2000 WN100               | 21 novembre 2000 | LINEAR       |
| 67912 -         | 2000 WA101               | 21 novembre 2000 | LINEAR       |
| 67913 -         | 2000 WC103               | 26 novembre 2000 | LINEAR       |
| 67914 -         | 2000 WJ104               | 27 novembre 2000 | LINEAR       |
| 67915 -         | 2000 WG105               | 26 novembre 2000 | Spacewatch   |
| 67916 -         | 2000 WU105               | 28 novembre 2000 | Spacewatch   |
| 67917 -         | 2000 WU109               | 20 novembre 2000 | LINEAR       |
| 67918 -         | 2000 WW109               | 20 novembre 2000 | LINEAR       |
| 67919 -         | 2000 WW111               | 20 novembre 2000 | LINEAR       |
| 67920 -         | 2000 WB113               | 20 novembre 2000 | LINEAR       |
| 67921 -         | 2000 WG113               | 20 novembre 2000 | LINEAR       |
| 67922 -         | 2000 WN113               | 20 novembre 2000 | LINEAR       |
| 67923 -         | 2000 WR113               | 20 novembre 2000 | LINEAR       |
| 67924 -         | 2000 WJ115               | 20 novembre 2000 | LINEAR       |
| 67925 -         | 2000 WA116               | 20 novembre 2000 | LINEAR       |
| 67926 -         | 2000 WN118               | 20 novembre 2000 | LINEAR       |
| 67927 -         | 2000 WB120               | 20 novembre 2000 | LINEAR       |
| 67928 -         | 2000 WH122               | 29 novembre 2000 | LINEAR       |
| 67929 -         | 2000 WL122               | 29 novembre 2000 | LINEAR       |
| 67930 -         | 2000 WP122               | 29 novembre 2000 | LINEAR       |
| 67931 -         | 2000 WD123               | 29 novembre 2000 | LINEAR       |
| 67932 -         | 2000 WX125               | 30 novembre 2000 | LINEAR       |
| 67933 -         | 2000 WR127               | 17 novembre 2000 | Spacewatch   |
| 67934 -         | 2000 WY133               | 19 novembre 2000 | LINEAR       |
| 67935 -         | 2000 WU134               | 19 novembre 2000 | LINEAR       |
| 67936 -         | 2000 WP135               | 19 novembre 2000 | LINEAR       |
| 67937 -         | 2000 WT137               | 20 novembre 2000 | LINEAR       |
| 67938 -         | 2000 WV137               | 20 novembre 2000 | LINEAR       |
| 67939 -         | 2000 WO142               | 20 novembre 2000 | LONEOS       |
| 67940 -         | 2000 WT143               | 20 novembre 2000 | LINEAR       |
| 67941 -         | 2000 WX143               | 20 novembre 2000 | LINEAR       |
| 67942 -         | 2000 WX144               | 21 novembre 2000 | LINEAR       |
| 67943 -         | 2000 WP151               | 30 novembre 2000 | LINEAR       |
| 67944 -         | 2000 WB152               | 30 novembre 2000 | NEAT         |
| 67945 -         | 2000 WW152               | 29 novembre 2000 | LINEAR       |
| 67946 -         | 2000 WH153               | 29 novembre 2000 | LINEAR       |
| 67947 -         | 2000 WR153               | 29 novembre 2000 | LINEAR       |
| 67948 -         | 2000 WV156               | 30 novembre 2000 | LINEAR       |
| 67949 -         | 2000 WY159               | 20 novembre 2000 | LONEOS       |
| 67950 -         | 2000 WX160               | 20 novembre 2000 | LONEOS       |
| 67951 -         | 2000 WB161               | 20 novembre 2000 | LONEOS       |
| 67952 -         | 2000 WH166               | 24 novembre 2000 | LONEOS       |
| 67953 -         | 2000 WN166               | 24 novembre 2000 | LONEOS       |
| 67954 -         | 2000 WW166               | 24 novembre 2000 | LONEOS       |
| 67955 -         | 2000 WT167               | 24 novembre 2000 | LONEOS       |
| 67956 -         | 2000 WW167               | 24 novembre 2000 | LONEOS       |
| 67957 -         | 2000 WX168               | 25 novembre 2000 | LONEOS       |
| 67958 -         | 2000 WK170               | 24 novembre 2000 | LONEOS       |
| 67959 -         | 2000 WB171               | 24 novembre 2000 | LONEOS       |
| 67960 -         | 2000 WB173               | 25 novembre 2000 | LONEOS       |
| 67961 -         | 2000 WO173               | 25 novembre 2000 | LINEAR       |
| 67962 -         | 2000 WG175               | 26 novembre 2000 | LINEAR       |
| 67963 -         | 2000 WX176               | 27 novembre 2000 | LINEAR       |
| 67964 -         | 2000 WJ178               | 28 novembre 2000 | Spacewatch   |
| 67965 -         | 2000 WX181               | 25 novembre 2000 | LINEAR       |
| 67966 -         | 2000 WZ183               | 30 novembre 2000 | LONEOS       |
| 67967 -         | 2000 WB188               | 16 novembre 2000 | LONEOS       |
| 67968 -         | 2000 WN190               | 18 novembre 2000 | LONEOS       |
| 67969 -         | 2000 WO191               | 19 novembre 2000 | LONEOS       |
| 67970 -         | 2000 WW195               | 22 novembre 2000 | NEAT         |
| 67971 -         | 2000 XP1                 | 3 dicembre 2000  | Spacewatch   |
| 67972 -         | 2000 XC4                 | 1 dicembre 2000  | LINEAR       |
| 67973 -         | 2000 XV5                 | 1 dicembre 2000  | LINEAR       |
| 67974 -         | 2000 XP6                 | 1 dicembre 2000  | LINEAR       |
| 67975 -         | 2000 XW6                 | 1 dicembre 2000  | LINEAR       |
| 67976 -         | 2000 XA7                 | 1 dicembre 2000  | LINEAR       |
| 67977 -         | 2000 XZ7                 | 1 dicembre 2000  | LINEAR       |
| 67978 -         | 2000 XE10                | 1 dicembre 2000  | LINEAR       |
| 67979 Michelory | 2000 XS10                | 4 dicembre 2000  | J.-C. Merlin |
| 67980 -         | 2000 XU10                | 4 dicembre 2000  | BATTeRS      |
| 67981 -         | 2000 XM12                | 4 dicembre 2000  | LINEAR       |
| 67982 -         | 2000 XH16                | 1 dicembre 2000  | LINEAR       |
| 67983 -         | 2000 XY16                | 1 dicembre 2000  | LINEAR       |
| 67984 -         | 2000 XC17                | 1 dicembre 2000  | LINEAR       |
| 67985 -         | 2000 XD17                | 1 dicembre 2000  | LINEAR       |
| 67986 -         | 2000 XJ17                | 1 dicembre 2000  | LINEAR       |
| 67987 -         | 2000 XX18                | 4 dicembre 2000  | LINEAR       |
| 67988 -         | 2000 XM19                | 4 dicembre 2000  | LINEAR       |
| 67989 -         | 2000 XV20                | 4 dicembre 2000  | LINEAR       |
| 67990 -         | 2000 XA21                | 4 dicembre 2000  | LINEAR       |
| 67991 -         | 2000 XE21                | 4 dicembre 2000  | LINEAR       |
| 67992 -         | 2000 XU22                | 4 dicembre 2000  | LINEAR       |
| 67993 -         | 2000 XD24                | 4 dicembre 2000  | LINEAR       |
| 67994 -         | 2000 XX24                | 4 dicembre 2000  | LINEAR       |
| 67995 -         | 2000 XU25                | 4 dicembre 2000  | LINEAR       |
| 67996 -         | 2000 XX28                | 4 dicembre 2000  | LINEAR       |
| 67997 -         | 2000 XA29                | 4 dicembre 2000  | LINEAR       |
| 67998 -         | 2000 XQ31                | 4 dicembre 2000  | LINEAR       |
| 67999 -         | 2000 XC32                | 4 dicembre 2000  | LINEAR       |
| 68000 -         | 2000 XM32                | 4 dicembre 2000  | LINEAR       |